# 鄧龍
鄧龍（?—?），中国东汉時代末期武将。
鄧龍是劉表属下。建安十一年（206年），黄祖命鄧龍率軍数千人攻打孙权占领的柴桑。鄧龍在孙权部下周瑜反击下战敗，敗走時周瑜将其俘获，之後送他到揚州吴郡献俘。
小説《三国演義》在黄祖滅亡时登场，即建安十三年（208年），而非史实的建安十一年（206年）。黄祖令蘇飛为大将，陈就、邓龙为先锋，起江夏之兵迎敌孙权。陈就、邓龙各引一队艨艟截住沔口，甘宁上艨艟，将邓龙砍死。